# Faure Gnassingbé
Faure Essozimna Gnassingbé, även känd som Faure Eyadéma, född 6 juni 1966 i Lacs, Togo, är en togolesisk politiker och ekonom, Togos president sedan den 4 maj 2005.
Gnassingbé är son till tidigare presidenten och diktatorn Gnassingbé Eyadéma. Han var medlem av parlamentet från 1998, och fadern genomförde 2002 en författningsändring som gjorde det möjligt för sonen att ta över som president, då minimiåldern för presidentämbetet sattes ner från 45 till 35 år. Samtidigt utnämndes Gnassingbé till minister för offentliga affärer. Två dagar efter faderns död 2005 lät Gnassingbé utnämna sig till president med militärens stöd. Efter stora oroligheter och internationell press måste han emellertid avgå och gå med på nyval. Efter en valkampanj som överskuggades av blodiga sammanstötningar förklarades Gnassingbé som vinnare, men oppositionen har vägrat erkänna valet. Gnassingbé tog formellt över som president i Togo i maj 2005, trots massiva protester från oppositionen.